# Carlos Bilardo
Carlos Salvador Bilardo Digiano (Buenos Aires, 1938. március 16. –) világbajnok argentin labdarúgóedző.
Az 1986-ban világbajnoki címet szerzett argentin válogatott szövetségi kapitánya.

## Pályafutása

### Játékosként
Buenos Airesben született olasz bevándorlók gyermekeként akik a szícíliai Mazzarinóból származtak.  A labdarúgást iskoláskorában kezdte. Első csapata a San Lorenzo volt, melynek először az utánpótláscsapatában szerepelt, majd a felnőttek között is bemutatkozott. 1961-ben a másodosztályú Deportivo Españolhoz szerződött, ahol a csapat legeredményesebb játékosa volt. 1965-ben az Estudiantes igazolta le, melynek színeiben játékos-pályafutása legjobb eredményeit érte el. Csapatával az argentin bajnoki cím mellett három Libertadores-kupát és egy Interkontinentális kupát nyert. Az argentin válogatottban tagjaként részt vett a Rómában rendezett  1960. évi nyári olimpiai játékokon. A labdarúgás mellett a tanulmányaira is hangsúlyt fektetett és orvosi diplomát szerzett.

### Edzőként
Miután befejezte a pályafutását edzősködni kezdett. 1971-ben az Estudiantesnél kezdett el dolgozni és bejuttatta csapatát az 1971-es Libertadores-kupa döntőjébe, ott azonban vereséget szenvedtek az uruguayi Nacional együttesével szemben. Ekkor távozott, de 1973 és 1976 között ismét az Estudiantest irányította. 1976-ban Kolumbiába szerződött a Deportivo Cali együtteséhez, mellyel szintén bejutott a Libertadores-kupa döntőjébe 1978-ban, ahol ezúttal a Boca Juniors ellen szenvedtek vereséget. Ezt követően a San Lorenzónál dolgozott rövid ideig, majd a kolumbiai válogatott vezetését vállalta el. Azonban nem sikerült kijuttatnia a kolumbiaiakat az 1982-es világbajnokságra, ezért távozott és hazatért Argentínába ismételten az Estudiantes együtteséhez. 
1983-ban kinevezték az argentin válogatott szövetségi kapitányának. Edzői pályafutása legnagyobb eredményét 1986-ban érte el, amikor Mexikóban világbajnoki címig vezette a Diego Maradona fémjelezte nemzeti csapatot. Négy évvel később az 1990-es olaszországi világbajnokságon ismét közel álltak a bravúrhoz, de akkor a döntőben 1–0 arányban alulmaradtak az NSZK-val szemben.
A világbajnokság után távozott a szövetség éléről. 1992-ben a Sevilla kispadjára ült le, de egy évvel később továbbállt. Később dolgozott a Boca Juniorsnál is. 1998-ban a guatemalai, majd egy évvel később a líbiai válogatott szövetségi kapitányává nevezték ki. Utolsó csapata edzőként az Estudiantes volt a 2003–04-es szezonban. 

## Sikerei, díjai

### Játékosként
San Lorenzo
- Argentin bajnok (1): 1959

Estudiantes
- Argentin bajnok (1): 1967 Metropolitano
- Copa Libertadores (3): 1968, 1969, 1970
- Interkontinentális kupa (1): 1968
- Copa Interamericana (1): 1968

### Edzőként
Estudiantes
- Argentin bajnok (1): 1982 Metropolitano

Argentína
- Világbajnok (1): 1986